# Dichaetomyia vumbana
Dichaetomyia vumbana este o specie de muște din genul Dichaetomyia, familia Muscidae, descrisă de Fritz Isidore van Emden în anul 1942.
Este endemică în Zimbabwe. Conform Catalogue of Life specia Dichaetomyia vumbana nu are subspecii cunoscute.